# سرعانية

السرعانية هي قيمة من أجل السرعة المتجهة v وسرعة الضوء c

في النسبية الخاصة، يُحوَّل المفهوم الكلاسيكي للسرعة المتجهة إلى السرعانية (بالإنجليزية: Rapidity) لاستيعاب النهاية التي تحددها سرعة الضوء. يجب تجميع السرعات المتجهة باستخدام صيغة جمع السرعات لأينشتاين. بالنسبة للسرعات المنخفضة، تكون السرعانية والسرعة المتجهة متناسبتان تمامًا تقريبًا، ولكن بالنسبة للسرعات المتجهة الأعلى، تأخذ السرعانية قيمة أكبر، وفيها تكون سرعانية الضوء لا نهائية.
يمكن تعريف السرعانية رياضياتيًا على أنها الزاوية الزائدية التي تفرِّق بين إطارين مرجعيين في الحركة النسبية، ويرتبط كل إطار بإحداثيات المسافة والزمن.
باستخدام معكوس دالة الظل الزائدية artanh، فإن السرعانية w الموافقة للسرعة v هي w = artanh(v/c) وفيها c هي سرعة الضوء. بالنسبة للسرعات المنخفضة، وبتقريب الزاوية الصغيرة [الإنجليزية]
، يساوي w تقريبًا v / c. وبما أن أي سرعة متجهة v في النسبية مقيدة بالفترة −c < v < c فإن النسبة v / c تحقق −1 < v / c < 1. لمعكوس الظل الزائدي فترة الوحدة (−1, 1) لمجاله ومستقيم حقيقي كامل لصورته؛ أي أن الفترة −c < v < c تُحوَّل إلى −∞ < w < ∞.